# James Richard Waddill
James Richard Waddill (* 22. November 1842 in Springfield, Missouri; † 14. Juni 1917 in Deming, New Mexico) war ein US-amerikanischer Politiker. Zwischen 1879 und 1881 vertrat er den Bundesstaat Missouri im US-Repräsentantenhaus.

## Werdegang
James Waddill besuchte zunächst private Schulen und dann das Springfield College. Während des Bürgerkrieges diente er zwischen 1861 und 1863 im Heer der Union. Dabei stieg er bis zum Oberleutnant auf. Nach einem anschließenden Jurastudium und seiner 1864 erfolgten Zulassung als Rechtsanwalt begann er in seinem Heimatort Springfield in diesem Beruf zu arbeiten. Zwischen 1874 und 1876 war er Staatsanwalt im Greene County.
Politisch war Waddill Mitglied der Demokratischen Partei. Bei den Kongresswahlen des Jahres 1878 wurde er im sechsten Wahlbezirk von Missouri in das US-Repräsentantenhaus in Washington, D.C. gewählt, wo er am 4. März 1879 die Nachfolge von Charles Henry Morgan antrat. Bis zum 3. März 1881 absolvierte er eine Legislaturperiode im Kongress. Nach seinem Ausscheiden aus dem US-Repräsentantenhaus praktizierte Waddill wieder als Anwalt. Außerdem begann er in der Nähe von Joplin im Bergbau tätig zu werden. Er starb am 14. Juni 1917 in Deming (New Mexico).